# Washington Mystics 2012
La stagione 2012 delle Washington Mystics fu la 15ª nella WNBA per la franchigia.
Le Washington Mystics arrivarono seste nella Eastern Conference con un record di 5-29, non qualificandosi per i play-off.

## Roster
| N° | Naz.                   | Ruolo | Sportivo          | Anno | Alt. | Peso |
| -- | ---------------------- | ----- | ----------------- | ---- | ---- | ---- |
| 0  | Stati Uniti (bandiera) | G     | Shannon Bobbitt   | 1985 | 157  | 59   |
| 1  | Stati Uniti (bandiera) | C     | Crystal Langhorne | 1986 | 188  | 83   |
| 2  | Stati Uniti (bandiera) | AC    | Michelle Snow     | 1980 | 196  | 72   |
| 3  | Stati Uniti (bandiera) | G     | Dominique Canty   | 1977 | 175  | 75   |
| 5  | Stati Uniti (bandiera) | G     | Jasmine Thomas    | 1989 | 175  | 66   |
| 8  | Brasile (bandiera)     | GA    | Iziane            | 1982 | 183  | 64   |
| 14 | Stati Uniti (bandiera) | A     | Lindsay Wisdom    | 1986 | 188  | 84   |
| 20 | Stati Uniti (bandiera) | G     | Natalie Novosel   | 1989 | 180  | 75   |
| 21 | Stati Uniti (bandiera) | G     | Natasha Lacy      | 1985 | 178  | 75   |
| 22 | Stati Uniti (bandiera) | G     | Matee Ajavon      | 1986 | 173  | 73   |
| 25 | Stati Uniti (bandiera) | GA    | Monique Currie    | 1983 | 183  | 80   |
| 43 | Stati Uniti (bandiera) | C     | Ashley Robinson   | 1982 | 193  | 82   |
| 45 | Stati Uniti (bandiera) | G     | Noelle Quinn      | 1985 | 183  | 79   |

## Staff tecnico
- Allenatore: Trudi Lacey
- Vice-allenatori: Jennifer Gillom, Marianne Stanley
- Preparatore atletico: Navin Hettiarachchi
- Preparatore fisico: Michael Bugielski